# Hermann Obrist
Hermann Obrist (Kilchberg, 27 maggio 1862 – Monaco di Baviera, 26 febbraio 1927) è stato uno scultore svizzero.

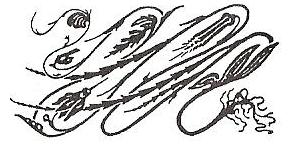
Cyclamen (1895)

Obrist fu un esponente di rilievo dello Jugendstil. Ha studiato botanica e storia, e la sua opera artistica, soprattutto nel campo delle arti applicate, è stata fortemente influenzata dai propri studi.
Nel 1902 a Monaco, Obrist fondò con Wilhelm von Debschitz ed altri artisti i Laboratori di insegnamento e sperimentazione per l'arte applicata e le belle arti, all'interno dei quali fu il direttore della sezione di modellatura e scultura fino al 1904. Fra gli studenti della scuola vi fu anche Ludwig Hirschfeld Mack, che più avanti avrebbe insegnato al Bauhaus.
Obrist commissionò all'amico August Endell la progettazione del proprio studio a Monaco, che fu realizzato nel 1897 e distrutto nel 1944.